# Produktresumé
Produktresumén (Summary of Product Characteristics, SmPC) är ett dokument avsedd för läkare och annan medicinsk personal. Den skrivs av tillverkaren när ett läkemedel registreras och är en sammanfattning över läkemedlets egenskaper och användning. Texten godkänns av Läkemedelsverket eller av EU-kommissionen via den europeiska läkemedelsmyndigheten European Medicines Agency (EMA).
Produktresumén ligger också till grund för den text som presenteras i Läkemedelsindustriföreningens katalog över läkemedel, FASS och Patient-FASS. Fram till 1994 granskades FASS-texterna av Läkemedelsverket, nu ansvarar företagen själva för innehållet.
Motsvarande dokument för patienten är bipacksedeln, som är den bruksanvisning som följer med läkemedelsförpackningen. Den är mindre utförlig än produktresumén.